# Сысоев, Виктор Сергеевич
Ви́ктор Серге́евич Сысо́ев (8 февраля 1915, Рязанская губерния — 16 апреля 1994, Москва) — советский военачальник, командующий Черноморским флотом ВМФ СССР (1968—1974), адмирал (6.11.1970), доктор военно-морских наук (1979), профессор (1975). Крупный специалист в области стратегического применения военно-морского флота и организации оперативно-стратегического управления разновидовыми группировками Вооружённых сил.

## Биография
Родился 8 февраля 1915 в деревне Бараково ныне в Рыбновском районе Рязанской области. По национальности — русский. После окончания школы учился на рабфаке, в сентябре 1935 года поступил в институт. Окончил два курса Московского энергетического института имени В. М. Молотова.
В РККФ с августа 1937 года. Окончил Высшее военно-морское училище имени М. В. Фрунзе в 1939 году. С сентября 1939 года исполнял должность командира группы управления БЧ-2 лидера эсминцев «Харьков» Черноморского флота. На этом корабле встретил начало Великой Отечественной войны и принял участие во всех боевых операциях лидера «Харьков». Участвовал в набеговой операции на румынский порт Констанца 25 июня 1941 года, в рейдах в осаждённые Одессу и Севастополь. Дважды высаживался с десантом командиром корректировочного поста под Одессой и Феодосией. Был на борту «Харькова» и в его последнем походе 6 октября 1943 года, когда во время серии налётов вражеской авиации погиб и сам лидер и сопровождавшие его эсминцы  «Беспощадный» и «Способный». В том бою управлял огнём зенитной артиллерии корабля, в результате чего было сбито два самолёта противника. После гибели корабля был поднят из воды прибывшими для спасения моряков катерами.
Член ВКП(б) с 1942 года.
С ноября 1943 по май 1944 года исполнял должность командира БЧ-3 эсминца «Железняков» Черноморского флота. Командир БЧ-2 эсминца «Осмотрительный» Северного флота (май — сентябрь 1944). Окончил артиллерийский отдел Высших специальных курсов офицерского состава ВМФ (сентябрь 1944 — июнь 1945), после чего поступил в распоряжение Военного совета Черноморского флота.
Служил вновь на Черноморском флоте в должности командира БЧ-2 эсминца «Бодрый» (июль-октябрь 1945), помощника командира лидера «Ташкент» (октябрь-ноябрь), эсминца «Летучий» (ноябрь 1945 — ноябрь 1946), эсминца «Железняков» (ноябрь 1946 — март 1948), «Лихой» (март 1948 — март 1949). Командовал эсминцем «Буйный» (с марта 1949 по январь 1953).
С января 1951 по декабрь 1955 — командир крейсера «Куйбышев», досрочно присвоено звание капитана 1 ранга (20 декабря 1953 года).
В 1952 году заочно окончил Военно-морскую академию имени К. Е. Ворошилова. С декабря 1955 по апрель 1960 года — начальник штаба эскадры Черноморского флота. 18 февраля 1958 года присвоено звание контр-адмирала. В апреле 1960 года поступил в распоряжение Главнокомандующего ВМФ, с апреля 1960 по ноябрь 1965 года — начальник кафедры тактики надводных кораблей факультета Военно-морской академии. Выступал с теоретическими трудами на страницах периодической печати. 30 октября 1962 года успешно защитил кандидатскую диссертацию и получил учёную степень кандидата военно-морских наук.
С ноября 1965 по декабрь 1968 года — 1-й заместитель командующего Черноморским флотом — член Военного совета флота. Во время Шестидневной войны отряд кораблей Черноморского флота под флагом контр-адмирала Сысоева спешно прибыл в восточную часть Средиземного моря для демонстрации силы с целью прекращения наступления израильских войск.
В период с декабря 1968 по март 1974 года — командующий Черноморским флотом. С 19 февраля 1968 года — вице-адмирал. Высокую оценку получили действия Черноморского флота во время учений «Океан-70». 6 ноября 1970 года присвоено звание адмирала.
С 1974 по июль 1981 года — начальник Военно-морской академии имени Маршала Советского Союза А. А. Гречко. В 1981—1987 годах — военный инспектор-советник Группы генеральных инспекторов Министерства обороны СССР. С сентября по ноябрь 1987 года находился в распоряжении начальника Генерального штаба Вооружённых сил.
В ноябре 1987 года уволен в отставку. Жил в Москве. Похоронен на Троекуровском кладбище.
Избирался депутатом Верховного Совета СССР 8-го созыва от Крымской области (1970—1974).

## Награды
- Орден Октябрьской Революции (1975)[1]
- 3 Ордена Красного Знамени (1945[4], 1955, 1970)[1]
- Орден Отечественной войны I степени (1985)[1]
- 2 Ордена Красной Звезды (1941[5], 1953)[1]
- «За службу Родине в Вооружённых Силах СССР» III степени[1]
- медали (в том числе «За оборону Одессы»[6], «За оборону Кавказа»[7], «За оборону Севастополя», «За оборону Советского Заполярья»)
- Орден «За боевую подготовку» 4-й степени (1973, Сирия)

## Память
- Мемориальная доска установлена в 2009 году в Севастополе на доме по улице Большая Морская, в котором В. С. Сысоев жил в 1955—1960 годах[8].